# Sofie von Uhde
Sofie von Uhde (* 13. August 1886 in München; † 7. August 1956 in Murnau am Staffelsee) war eine deutsche Schriftstellerin.

## Leben und Werk
Die Tochter von Fritz von Uhde und Amalie von Endres heiratete den Offizier Ludwig Drechsel. Nach einer Scheidung im Jahr 1911 und dem Tod ihres Vaters bereiste sie die Welt und verfasste Kolonial- und Reiseliteratur. Ihre Erzählung Die Rieders folgt dem Muster deutscher Kolonialromane seit dem späten 19. Jahrhundert: „… die Verschränkung von Raum, Selbstentwurf und Deutschtum, der Entwurf kolonialer Expansion als notwendige Voraussetzung von individueller und kollektiver Identität der Deutschen.“ Von 1926 bis 1936 schrieb sie für die Deutsche Allgemeine Zeitung.

## Schriften (Auswahl)
- Farbenspiele des Lebens. Berlin 1937.
- Die Rieders. Roman. Geschichte einer deutschen Familie in Südwest. Mühlhausen 1940.
- Jahr der Reiterin. Gespräche mit einer Freundin. Berlin 1941.
- Der Blaue Diamant. Eine Erzählung aus Deutsch-Südwest-Afrika. Mühlhausen 1941.
- Deutsche unterm Kreuz des Südens. Bei den Kolonialsiedlern in Südwest und Ostafrika. Berlin 1943.